# Lomaptera concolor
Lomaptera concolor är en skalbaggsart som beskrevs av Paul Norbert Schürhoff 1935. Lomaptera concolor ingår i släktet Lomaptera och familjen Cetoniidae. Inga underarter finns listade i Catalogue of Life.